# High Definition Audio
High Definiton Audio (nome in codice durante lo sviluppo: Azalia) è uno standard audio sviluppato da Intel. Si tratta di un audio digitale di qualità superiore sul PC per un'esperienza surround-sound coinvolgente, riconoscimento vocale di qualità elevata e funzionalità Voice over IP, oltre a consentire la fruizione dell'audio Dolby dei PC.
È stato introdotto con i chipset i925X e i915 per il Pentium 4 Prescott di ultima generazione, e poi è stato implementato anche nelle rispettive evoluzioni i955X, i945 e i975X, per sostituire l'ormai obsoleto standard AC97. Supporta audio multicanale con campionamento a 192 kHz e 24 bit.